# Baronia de Chalandritza
Chalandritza foi um feudo franco medieval do Principado da Acaia, localizado no norte da península do Peloponeso na Grécia, e centrado na cidade de Chalandritza (em grego: Χαλανδρίτσα; romaniz.: Chalandrítsa; em francês: Calandrice, Calendrice; em italiano: Calandrizza; em aragonês: C[h]alandrica) ao sul de Patras.

## História
A Baronia de Chalandritza foi estabelecida ca. 1209 após a conquista do Peloponeso pelos cruzados, e foi uma das 12 baronias seculares originais dentro do Principado da Acaia. A baronia foi uma das menores, com quatro feudos de cavaleiros ligados a ela. O primeiro barão foi G. (provavelmente Guido) de Dramelay (ou Trimolay, Tremolay) da vila homônima da Borgonha, que é atestado em 1209 no Tratado de Sapienza. Muitos historiadores mais antigos, seguindo Jean Alexandre Buchon e Karl Hopf, consideraram Aldeberto de la Trémouille como primeiro barão. Seu sucessor, Roberto, é atestado ca. 1230. Foi ele que construiu o castelo de Chalandritza, segundo as versões grega e italiana da Crônica da Moreia.
A versão aragonesa da crônica, por outro lado, relata uma história completamente diferente, segundo a qual o castelo de Chalandritza foi construído pelo barão de Patras Conrado de Aleman, e que ele e outros territórios, compreendendo oito feudos de cavaleiros, foram adquiridos em torno de 1259 pelo príncipe Guilherme II de Vilearduin e concedidos ao cavaleiro chamado Guido de Dramelay, que havia recentemente chegado na Moreia. Embora de outro modo confiável, a versão aragonesa é considerada errônea nesta afirmação.
O sucessor de Roberto, Guido (II) de Dramelay (o Guido da versão aragonesa), é conhecido por ter aumentado a baronia ao adquirir parte de Lisareia e do feudo vizinho de Mitópolis (em 1280) e por ter servido como bailio do principado por Carlos I de Nápoles em 1282–85; ele morreu logo depois. Ele foi sucedido por sua filha de nome desconhecido e seu marido, Jorge I Ghisi, que foi morto na Batalha de Céfisso em 1311. O último barão da família foi Nicolau de Dramelay, cuja relação familiar exata com os demais Dramelay é desconhecida. Como muitos magnatas aqueus, ele inicialmente apoiou a candidatura do infante Ferdinando de Maiorca para o trono principesco em 1315, mas comutou a Matilda de Hainaut quando ela chegou na Moreia no começo de 1316. Ele morreu algumas semanas depois, e Chalandritza foi ocupada pelas tropas de Ferdinando, que defendeu-a com sucesso contra um ataque do marido de Matilda, Luís da Borgonha.
Segundo os Assizes da România, o feudo de Nicolau em Mitópolis foi dividido entre Aimão de Rans e uma de outro modo desconhecida Margarida de Cefalônia. Segundo a versão aragonesa da Crônica da Moreia, contudo, após sua vitória sobre Ferdinando na Batalha de Manolada, Luís deu a baronia vacante inteira para dois de seus apoiantes borgonheses, o supracitado Aimão e seu irmão, Otão. Otão morreu logo depois, e Aimão vendeu o domínio para o senhor de Quios Martinho Zaccaria e então retornou para sua terra natal.
Depois disso a baronia permaneceu nas mãos dos Zaccaria, embora numa carta de 1324, metade dela aparece como parte dos domínios de Pedro de Carceri. Por 1361, contudo, o filho de Martinho, Centurião I Zaccaria, é atestado como proprietário da baronia inteira. Ele e seus descendentes retiveram-a até 1426, quando Centurião II Zaccaria foi forçado a cedê-la para Tomás Paleólogo, o déspota da Moreia dos bizantinos, após um breve cerco. Centurião foi também forçado a casar sua filha Catarina com Tomás, e retirou-se para sua última possessão remanescente, a Baronia da Arcádia, onde morreu em 1432.